# Ранчо Соса (Опелчен)
Ранчо Соса (шп. Rancho Sosa) насеље је у Мексику у савезној држави Кампече у општини Опелчен. Насеље се налази на надморској висини од 90 м.

## Становништво
Према подацима из 2010. године у насељу су живела 4 становника.

### Хронологија
| Година       | 2000         | 2005         | 2010 |
| ------------ | ------------ | ------------ | ---- |
| Становништво | 74 (36 / 38) | 33 (19 / 14) | 4    |

### Попис
| # | Индикатор                     | Вредност |
| - | ----------------------------- | -------- |
| 1 | Укупно домаћинстава           | 14       |
| 2 | Укупно насељених домаћинстава | 2        |
| 3 | Величина локације             | 1        |